# Лисма (торговая марка)
«Лисма» — торговая марка чая российской компании «Май». Производство находится в городе Фрязино Московской области.

## История
Торговая марка выведена на рынок в 1998 году. С 2001 года начинается выпуск пакетированного чая. В 2003 году изменяется дизайн упаковки.
В 2005 году ассортимент сортов марки пополнился фруктовым пакетированным чаем, в этом же году чай «Лисма крепкий» был отмечен золотой медалью конкурса «Лучший продукт»[значимость факта?].
В 2006 году в ассортименте появляется «Кенийский чай», золотой медали качества на выставке «Продэкспо» на этот раз удостаиваются вкусы «Лисма крепкий» и «Лисма ароматный»[значимость факта?].